# سیارک ۶۴۷۴
سیارک ۶۴۷۴ (به انگلیسی: 6474 Choate، نامگذاری:1987SG1) شش هزار و چهارصد و هفتاد و چهارمین سیارک کشف شده‌است که در ۲۱ سپتامبر ۱۹۸۷ کشف شد.
قدر مطلق سیارک برابر ۱۴٫۰۰ است.